# بيتر فالا
بيتر فالا (بالسلوفاكية: Peter Valla)‏ هو لاعب كرة قدم سلوفاكي في مركز الدفاع، ولد في 20 مارس 1990 في سكاليتسا في سلوفاكيا. شارك مع منتخب سلوفاكيا تحت 21 سنة لكرة القدم. أما مع النوادي، فقد لعب مع نادي ترنتشين.

## وصلات خارجية
- بيتر فالا على موقع قاعدة بيانات كرة القدم.إي يو (الإنجليزية)
- بيتر فالا على موقع Soccerway.com (الإنجليزية)